# Гонщики (фильм, 1972)
«Гонщики» — советский художественный фильм, снятый в 1972 году режиссёром Игорем Масленниковым.

## Сюжет
Этот советский фильм рассказывает о настоящей мужской дружбе. Два автогонщика, работники автомобильного завода, Иван Михайлович Кукушкин (Евгений Леонов) и Николай Николаевич Сергачёв (Олег Янковский) на гоночном автомобиле «Москвич-412» выступали в одном экипаже на многих международных соревнованиях по автоспорту. Иван и Николай очень много проездили вместе. Но всё перевернул один случай: в Альпах они попадают в аварию. Пытаясь избежать столкновения с «Volkswagen Käfer», Кукушкину не удаётся удержать машину, «Москвич» сходит с дороги, опрокидывается на горном склоне и гонщики оказываются в больнице. После этого инцидента Сергачёв решает, что Кукушкин уже слишком стар для соревнований, и выбирает другого напарника. Для многих стало шоком то, что они разошлись. Всего лишь один случай испортил всё. В итоге гонщики одного экипажа оказались соперниками в крупном ралли «Синий перевал», которое проходит по горным дорогам и серпантинам на Черноморском побережье Кавказа.
На ралли меж тем произошло два крушения: первое случилось с Бруно Лоренсом, выступавшем на «Иж-412», который о железный штырь на дороге повредил покрышку, машина потеряла управление, слетела с трассы и перевернулась. Второе — с «Волгой» под номером 30, которая на том же месте также получила повреждение, опрокинулась и оказалась рядом с первым автомобилем. Экипаж Сергачёва проезжает мимо места аварии, не остановившись, и не оказывает помощи пострадавшим. Экипаж Кукушкина, напротив, останавливается, забирает получившего травмы спортсмена, чтобы доставить его в больницу. 
Во время отдыха между этапами Кукушкин вновь ссорится с бывшим напарником из-за трагедии, но Николай объясняет, что он спал, а руль доверил Спицыну, который не остановился, чтобы помочь.
Сергачёв устраивает разборку с Александром Спицыным, но тот поясняет, что не заметил разбившихся машин, поскольку ехал ко скоростью 150 км/час. На очередном этапе соревнований на дорогу выходят местные жители, которые празднуют свадьбу. Сергачёву приходится остановиться. Участники свадьбы пытаются заставить гонщика выпить вино из рога. Сергачёв отказывается, но указывает на Спицына, чтобы тот выпил вино. Рог большой, вина много, но Спицын, хоть и с трудом, пьёт. После чего экипаж продолжает гонку, опьяневший Спицын засыпает на заднем сидении. Между тем у управляемого Николаем автомобиля отказывают тормоза. Он маневрирует, чтобы погасить скорость и не слететь в пропасть. Ему удается остановить «Москвич» на краю обрыва. Причем автомобиль теряет равновесие, если водитель встает с кресла. Сергачёв не может покинуть машину и вынужден балансировать своим весом и спящего Спицына, удерживая «Москвич» от падения в пропасть. Экипаж спасает от гибели ехавший следом Кукушкин, подцепив тросом машину за бампер и откатив его на безопасное место. В результате неудачных попыток торможения в «Москвиче» Сергачёва вышла из строя коробка передач, и продолжать гонку без её ремонта невозможно. Кукушкин стремится помочь Николаю, отдаёт резервную коробку передач из своего автомобиля и запас масла, и выражает намерение вместе отремонтировать поврежденную машину и прокачать тормозную систему. Но его напарник, Алексей Шведов, торопит Кукушкина, остающегося лидером гонки. Иван Михайлович с величайшей неохотой оставляет друга, обречённого на поражение. Проезжающие соперники предлагают помощь, но Сергачёв отказывается.

## В ролях
- Евгений Леонов — Иван Михайлович Кукушкин, «дядя Ваня», «папа Римский»
- Олег Янковский — Николай Николаевич Сергачёв
- Лариса Лужина — Люся Кукушкина
- Армен Джигарханян — Вартан Вартанович
- Леонхард Мерзин — Бруно Лоренс
- Николай Ферапонтов — Александр Спицын, перворазрядник
- Борис Аракелов — Петя
- Андрей Грецов
- Нодар Пиранишвили
- Михаил Васильев — хозяин машины
- Надежда Карпушина — жена Спицына
- Андрей Леонов — Николка, сын Кукушкиных
- Галина Чигинская — эпизод
- Нина Ильина — Света
- Ааре Лаанеметс — помощник Лоренса
- Любовь Петрова — эпизод
- Ольга Ролич — эпизод
- Святослав Попов — капитан дальнего плавания
- Юрий Ивин — Алексей Шведов

## Съёмки
Съёмки проходили в разных регионах Советского Союза и за рубежом, в частности в Италии. Во время подготовки выяснилось, что Олег Янковский не умеет водить автомобиль, и к нему был прикреплён тренер для обучения водительским навыкам.
Создатели фильма сразу же отказались от общепринятой технологии съёмки диалогов внутри движущегося автомобиля с помощью рирпроекции в павильоне студии. Все сцены были сняты в реальных условиях при помощи специального крепления киносъёмочного аппарата на корпусе автомобиля. Единственный эпизод отснят в студии из-за невозможности выезда одного из актёров в экспедицию. Для съёмки сцен из движущегося «Москвича» оператор с ручной камерой 1КСШР усаживался в багажник, крышка которого и заднее стекло салона демонтировались. Актёрские диалоги внутри автомобиля снимались с передней точки камерой, закреплённой на раме, которая устанавливалась вместо снятого капота. При этом, запуск камеры актёры выполняли самостоятельно, а загрязнённое стекло с работающими дворниками усиливало достоверность. Низкая светочувствительность киноплёнки «ДС-5М», на которую снималась основная часть фильма, заставила имитировать свет автомобильных фар в ночных сценах при помощи специальных осветительных приборов. В некоторых случаях встречные машины, видимые из движущейся, устанавливались на дороге неподвижно, а перед их капотом размещались прожекторы. Чтобы создать на экране иллюзию их движения навстречу, автомобиль, из которого велась съёмка, ехал вдвое быстрее.
В качестве дублёров в съёмках приняли участие автомобильные гонщики, мастера спорта: Юрий Ивин, Яков Агишев, Иосиф Гальперин, Александр Матвеев, Анатолий Печенкин, Эдуард Сингуринди, Виктор Щавелев, Гунар Хольм и В. Бубнов. Двое последних двумя годами ранее выступали на «Москвичах-412» в ралли «Лондон-Мехико» 1970 года. Консультантами работали Роман Чертов и Александр Ипатенко.
Мастер спорта международного класса Михаил Титов, принимавший участие в съёмках кинокартины будучи одним из членов сборной СССР по ралли, посчитал что создатели фильма явно переборщили в ряде моментов с художественным вымыслом. Как например с эпизодом — когда штурман пьёт вино, а затем отсыпается на заднем сидении. Да и гонщики-пижоны такого типа как Сергачёв, по словам Титова, в то время не встречались.

## Съёмочная группа
- Авторы сценария:
  - Юлий Клеманов
  - Игорь Масленников
  - Иосиф Ольшанский
  - Нина Руднева
- Режиссёр-постановщик: Игорь Масленников
- Режиссёр: Владимир Перов
- Операторы-постановщики:
  - Владимир Васильев
  - Феликс Гилевич
- Операторы:
  - Александр Сысоев
  - Алексей Гамбарян
- Художник: Владимир Гасилов
- Композитор: Владимир Дашкевич
- Оператор комбинированной съёмки: Г.С. Кокорев

## Технические данные
- Производство: Ленфильм
- Художественный фильм, односерийный, широкоформатный, цветной

На лицензионном DVD фильм выпустила фирма «CP Digital».